# Pata Pata

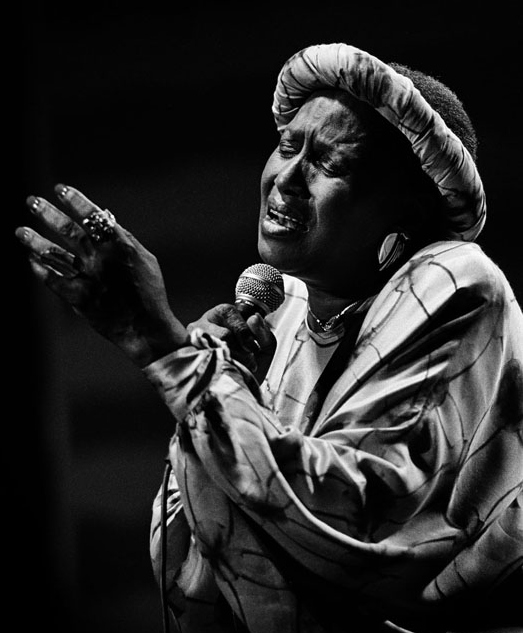
Miriam Makeba

Pata Pata ist ein Lied von Miriam Makeba und Jerry Ragovoy, das die südafrikanische Sängerin 1967 veröffentlichte. Es geht auf den Song Iyo Pata-Pata von Dorothy Masuka zurück.

## Hintergrund
Phata Phata bzw. Pata Pata ist der Name eines Tanzes, der Mitte der 1950er Jahre in Südafrika sehr populär war. „Es war dies eine individualisierte, sexuell-suggestive Form des Jive-Tanzstiles der jungen Leute, wobei sich die Tanzpartner abwechselnd mit den Händen über den ganzen Körper im Rhythmus der Musik berührten.“ Pata bedeutet übersetzt „berühren, anfassen“. Neben dem Lied von Dorothy Masuka gab es weitere Songs gleichen Namens, etwa den von 1959 von Makebas Gesangsgruppe The Skylarks mit dem Kwela-Flötisten Spokes Mashiyane eingespielten Kwela-Song Miriam and Spokes Phatha Phatha von Reggie Msomi.
Pata Pata wurde Makebas größter internationaler musikalischer Erfolg. Zum internationalen Hit wurde das Lied 1967, als es auf dem gleichnamigen Album in den Vereinigten Staaten veröffentlicht wurde. Das Lied schaffte es in den US-amerikanischen Charts auf Platz 12, in der bundesdeutschen Hitparade auf Platz 14. Der Text ist überwiegend in isiXhosa, heute eine der elf Amtssprachen in der Republik Südafrika, verfasst. Die englischen Zeilen des Textes verweisen darauf, dass Pata Pata in Johannesburg ein populärer Tanz sei. Pata Pata wurde von zahlreichen Künstlern gecovert und ist auf vielen Samplern zu finden.

## Aufnahmen
Makebas Pata Pata wurde ursprünglich von Makebas Girlgroup The Skylarks gesungen, aufgenommen und in Südafrika 1959 veröffentlicht. Einige Quellen geben an, dass sie den Song erstmals 1956 mit The Skylarks aufgenommen hatte.
1967, nachdem sie eine erfolgreiche Gesangskarriere in den USA aufgebaut hatte, nahm Makeba den Song mit Jerry Ragovoy als Produzent neu auf und fügte einen gesprochenen Teil in Englisch hinzu. Ragovoy wurde dann als Co-Autor des Textes und der Musik angegeben. Es wurde in den Vereinigten Staaten auf Makebas gleichnamigem Studioalbum veröffentlicht. Zusätzlich wurde es auch als Single veröffentlicht und erreichte am 25. November 1967 Platz 12 in den US Billboard-Charts. Die B-Seite des Songs war Malayisha.
Makeba nahm den Titel noch zweimal im Studio auf, darunter 1989 auf ihrem Album Welela. Auf ihrem 2000 erschienenen Album Homeland ist der Titel in einer neuen Version als Pata Pata 2000 enthalten. Sie singt ihn im Duett mit ihrer Enkelin Zenzi Lee.
Am 9. November 2008 absolvierte Makeba, inzwischen 76 Jahre alt, einen Auftritt beim Benefizkonzert für den von der Mafia bedrohten Autor Roberto Saviano. Sie sang drei Zugaben, Pata Pata war die letzte. Gleich danach brach sie zusammen, ein Herzinfarkt.
2020 wurde das Lied aufgrund des Coronavirus mit einer Überarbeitung als Videoclip wiederbelebt. Das Lied wurde durch die Künstlerin Angelique Kidjo aus Benin überarbeitet. „No Pata“ „nicht berühren“, ist das neue Motto des Songs. Er stand somit im Zeichen der Prävention in Corona-Zeiten. UNICEF organisierte die Veröffentlichung. Die neue Überarbeitung soll nicht nur aufklären, sondern auch Mut in schweren Zeiten machen.

## Liedtext in Originalsprache (Xhosa und Englisch) und Deutsch
Saguquka sathi ‘bheka’

Nants’ iPata Pata

Saguquka sathi ‘bheka’

Nants’ iPata Pata

Yiyo mama, yiyo mama

Nants’ iPata Pata

Yiyo mama, yiyo mama

Nants’ iPata Pata

Pata Pata is the name of the dance

We do down Johannesburg way

And everybody starts to move

As soon as Pata Pata starts to play

Saguquka sathi ‘bheka’

Nants’ iPata Pata

Saguquka sathi ‘bheka’

Nants’ iPata Pata

Yiyo mama, yiyo mama

Nants’ iPata Pata

Yiyo mama, yiyo mama

Nants’ iPata Pata

Every Friday and Saturday night

It's Pata Pata time

The dance keeps going all night long

Till the morning sun begins to shine

Saguquka sathi ‘bheka’

Nants’ iPata Pata

Saguquka sathi ‘bheka’

Nants’ iPata Pata

Yiyo mama, yiyo mama

Nants’ iPata Pata

Yiyo mama, yiyo mama

Nants’ iPata Pata
Dreh dich um und schau.

Da sind sie ja, klatsch-klatsch.

Dreh dich um und schau.

Da sind sie ja, klatsch-klatsch.

Sie haben’s drauf.

Das ist der Pata-Pata.

Sie haben’s drauf.

Das ist der Pata-Pata.

„Pata-Pata“, so heißt der Tanz,

den wir in Johannesburg tanzen.

Und jeder fängt an, sich zu bewegen,

sobald der „Pata-Pata“ anfängt.

Dreh dich um und schau.

Da sind sie ja, klatsch-klatsch.

Dreh dich um und schau.

Da sind sie ja, klatsch-klatsch.

Sie haben’s drauf.

Das ist der Pata-Pata.

Sie haben’s drauf.

Das ist der Pata-Pata.

Jeden Freitag- und Samstagabend

ist es Pata-Pata-Zeit.

Der Tanz geht die ganze Nacht

bis am Morgen die Sonne aufgeht.

Dreh dich um und schau.

Da sind sie ja, klatsch-klatsch.

Dreh dich um und schau.

Da sind sie ja, klatsch-klatsch.

Sie haben’s drauf.

Das ist der Pata-Pata.

Sie haben’s drauf.

Das ist der Pata-Pata.

## Andere Versionen
- 1966: Lynn Taitt (Merritone 7" Single, erschienen bei Federal Records) Rocksteady Instrumental[17]
- 1967: Wilson Simonal (Alegria Alegria Vol. 1)
- 1968: Los Rockin Devils (Pata-Pata Psicodelico Días)[18]
- 1968: Señor Soul (Señor Soul Plays Funky Favorites)
- 1968: El Gran Combo de Puerto Rico (Album "Pata Pata Jala Jala Boogaloo")
- 1968: The Supremes ("T.C.B." Soundtrack-Album und TV-Sendung)
- 1968: Braňo Hronec Orchestra (TV-Musikfilm "Desať a štvrť")
- 1969: Tito Puente und sein Orchester (Album "Der König Tito Puente / El Rey Tito Puente")
- 1980: Osibisa (Album "Mystic Energy")
- 1980: Sylvie Vartan (französische Sängerin bulgarischer Herkunft: "Tape Tape" Single aus dem Album Bienvenue Solitude)
- 1981: Prima Vera (Album Den 5te)
- 1983: Los Rockin Devils (Album 15 Éxitos 15 rockin devils)[19]
- 1985: Otto Waalkes in seinem Filmdebüt (Otto – der Film)[20]
- 1986: Monitor (Estnische New-Wave-Band die estnische Version wurde "Idee" betitelt.)
- 1988: Chayanne feat. Miriam Makeba (enthalten in Chayanne)
- 1989: Triple & Touch spielten diesen Song live auf der Tour mit Björn Afzelius 1989 im Hovdala slott
- 1997: Daúde
- 1998: Coumba Gawlo
- 1998: El General (Spanglish-Version)
- 1999: Manu Dibango
- 2000: Thalía (nahm es für ihr Album Arrasando auf)
- 2001: Yamboo (veröffentlicht mit geänderten Strophen auf Spanisch und Englisch auf Mapoukas 2006er Album Okama)
- 2004: D'jaa
- 2001: Die Skatalites
- 2002: Jonathan Butler (nahm eine Interpretation dieses Liedes für sein Album Surrender auf)[21]
- 2004: Helmut Lotti
- 2006: Tony Esposito[22]
- 2007: African Jazz Pioneers
- 2008: Smood
- 2009: Shikisha
- 2010: DJ Happy Vibes, Lira
- 2011: Arielle Dombasle feat. Mokobé (veröffentlicht auf ihrem Album Diva Latina)
- 2011: African Ladies (Coverversion für das Videospiel Just Dance 3 auf Wii, Xbox 360 und PlayStation 3)
- 2011: Milk & Sugar feat. Miriam Makeba (machte einen Remix mit Makeba),
- 2012: Lorraine Klaasen (A Tribute to Miriam Makeba)
- 2015: Playing for Change
- 2016: Pink Martini
- 2020: Angelique Kidjo, neues Motto des Corona-Songs „No Pata“ d. h. „nicht berühren“.

## Charts
| Charts (1967)            | Spitzenwert |
| ------------------------ | ----------- |
| Deutschland              | 14          |
| US Billboard Hot 100     | 12          |
| US Billboard R&B Singles | 7           |
| Venezuela                | 1           |